# Lijst van afleveringen van Checkpoint (seizoen 2)
Dit is een lijst van afleveringen van seizoen 2 van Checkpoint. In de schema's staan de gestelde vraagstukken aangegeven, de getrokken conclusie en notities van de test. Bij sommige tests werd er geen (concrete) conclusie getrokken, in dat geval wordt er doorverwezen naar de notities.

## Algemeen
De opbouw van de afleveringen in het tweede seizoen was vergelijkbaar met die van het eerste. Ook deze reeks bestond uit 13 afleveringen met elk drie tests, waarvan de tweede een test is uit de rubriek Jongens vs. Meiden.
De reeks loopt tussen 12 september en 26 december 2009. Deze periode viel deels samen met de herfstvakantie. Iedere dag (tussen 19 en 23 oktober) werd er een aflevering uitgezonden. Het was de eerste keer dat Checkpoint op doordeweekse dagen te zien was.
Deze tweede reeks was de laatste met de oorspronkelijke zes testteamleden.

## Samenstelling testteam
- Ghino Girbaran
- Romy Krommert
- Vincent Meijering
- Ghislaine Tanamal
- Dico Verschure
- Arjan de Vreugt

## Afleveringen

### Aflevering 1
Uitzenddatum: 12 september 2009

#### Alternatieve Aircotest
| Vraag                                                    | Conclusie  | Notities |
| -------------------------------------------------------- | ---------- | --- |
| Op welke manier kan men het beste afkoelen zonder airco? | Met water. | Er werden drie methoden geprobeerd: wind, ijs en water. Eerst werden Arjan en Vincent in een 85 graden warme sauna gezet en daarna probeerden ze een van de methoden uit, en dit dan driemaal. Voor wind werd een grote ventilator gebruikt. Wind leverde een verkoeling van bijna 1 graad op. Bij ijs moesten ze een waterijsje en een bevroren cola opdrinken. Dit leverde wisselende effecten op, bij Vincent is het verschil 1 graad, bij Arjan slechts nihil. De afkoeling met water was voor Arjan dat hij onverwachts een emmer water over zich heen kreeg, Vincent moest in een bad plaatsnemen met een temperatuur van 8 graden Celsius. Het resultaat was niet echt anders dan bij ijs of wind, maar wel de snelheid waarmee ze afkoelden. Hierin schoot water heel duidelijk uit. |

#### Jongens vs Meiden → Stuntman of Stuntvrouw
| Uitdaging                                                                                          | Winnaar     | Notities |
| -------------------------------------------------------------------------------------------------- | ----------- | --- |
| Van een ladder op een markering vallen.                                                            | Gelijkspel. | Voor deze test moesten Dico en Ghislaine een ladder op klimmen, een trede uitkiezen en werden vervolgens met ladder en al naar achter geduwd. En dan moesten ze met hun schouders op het Checkpoint-logo terechtkomen. Dit lukte bij beiden. |
| Stokvechten.                                                                                       | Meiden.     | Dico en Ghislaine moesten 20 slagen uit hun hoofd leren die ze vervolgens in een vechtscène moesten opvoeren. Dit lukte Ghislaine beter. |
| Parcours op de fiets: slalommen, wheelie maken en een crash met rol over de motorkap van een auto. | Gelijkspel. | Dit werd gefilmd en er werd gekeken hoe realistisch de stunts werden uitgevoerd. Een deskundige vond beiden even goed en gaf als oordeel gelijkspel.                                                                                         |
| Uiteindelijke winnaar.                                                                             | Meiden.     | Eindstand: 3-2. |

#### Deurentest
| Vraag                                                 | Notities |
| ----------------------------------------------------- | --- |
| Wat kan er gedaan worden tegen hengelen en flipperen? | Anti-inbraakstrips werden aan de deur gemonteerd. Vervolgens werd geprobeerd met behulp van een halve colafles de deur open te flipperen. Dit lukte niet meer. Om hengelen tegen te gaan werd een postzak aan de brievenbus gemonteerd.                                                                                   |
| Hoe kan een deur met grof geweld worden opengebroken? | Eerst werd geprobeerd de deur open te trappen. Ghino kreeg hem met één schop open. Vervolgens werd een stormram gebruikt om de deur open te beuken. Dit lukte. De laatste manier was met explosieven aan de deur geplakt. Ook dit werkte. Maar Klaas concludeerde dat het toch slimmer is om de sleutel niet te vergeten. |

### Aflevering 2
Uitzenddatum: 19 september 2009

#### Energiedranktest
| Vraag                    | Conclusie | Notities |
| ------------------------ | --------- | --- |
| Werkt energiedrank echt? | Nee.      | Gelet werd op de concentratie, conditie en reactievermogen. Voor concentratie moet de naam van de kleur gezegd worden, zonder de naam van de kleur te lezen(Stroop-test), voor conditie moet er 3 minuten op een loopband gelopen worden en voor reactievermogen moeten er tennisballen worden gevangen die worden geschoten. Daarna moesten Dico en Ghino energiedrank drinken. Alleen Dico dronk geen energiedrank, maar een andere drank (had hij zelf niet door). Beiden leverden betere prestaties, energiedrank leverde geen meerwaarde op. |

#### Jongens vs Meiden → Ruimtelijk Inzicht De Herkansing
Naar aanleiding van de omstreden winst van de jongens in de ruimtelijk
inzicht test (seizoen 1) werd besloten een nieuwe test te doen.
| Uitdaging | Winnaar  | Notities |
| --- | -------- | --- |
| Een taart in tien stukken delen.                                                                                                 | Jongens. | Voor deze test moesten moesten de jongens en de meiden een taart in tien gelijke stukken delen. De meiden hadden overduidelijk minder verschil. Zij hadden echter geen 10, maar 11 stukken gesneden. De jongens wonnen deze test dus met verve, tot grote onvrede van de meiden. |
| Stippen op een dobbelsteen zetten zoals bij een echte dobbelsteen (waarbij tegenovergestelde zijden de som van 7 moesten hebben) | Meiden.  | De meiden waren al klaar toen de jongens nog maar amper begonnen. |
| Een designlamp in elkaar zetten.                                                                                                 | Meiden.  | Beiden hadden de lamp goed in elkaar zitten, maar de meiden wonnen, omdat ze (in tegenstelling tot de jongens) de elektrische onderdelen tijdig hadden aangesloten, de jongens waren hier niet op tijd mee klaar.                                                                |
| Uiteindelijke winnaar. | Meiden.  | Eindstand: 2-1. Getrokken conclusie: de meiden hebben het meeste ruimtelijke inzicht. |

#### Alternatieve fietsverlichting
| Vraag                                          | Notities |
| ---------------------------------------------- | --- |
| Wat is de beste alternatieve fietsverlichting? | Arjan en Vincent testten in het donker vier verschillende soorten fietsverlichting: een olielamp, een knijpkat, sterretjes en glowsticks. Eerst werd het licht gemeten, daarna moesten ze door een donkere hal gaan rijden. Geen van de verlichtingen was praktisch. |

### Aflevering 3
Uitzenddatum: 26 september 2009

#### Koken met apparaten
| Vraag                                                          | Conclusie | Notities |
| -------------------------------------------------------------- | --------- | --- |
| Kan er een Engels ontbijt gemaakt worden op stoomstrijkbouten? | Ja.       | Hiervoor werden twee strijkbouten gebruikt waar aluminiumfolie op werd gelegd. Hoewel het wat langer duurde dan normaal werd alles goed gaar. Als drinken werd er chocolademelk in de strijkbout gedaan en boven een beker gehouden. De chocolademelk warmde inderdaad goed op. |
| Kan er noodlesoep worden bereid in een koffiezetapparaat?      | Ja.       | Met het verwarmingselement werden gesnipperde uien gebakken en ook saté bereid, in de kan werden de noodles gelegd en het water werd er vanuit het waterreservoir uitgegoten. Ook hier werd alles gaar en warm.                                                                 |
| Kan er zalm gaar worden gestoomd in een vaatwasser?            | Ja.       | Er werden kruiden op de zalm gedaan, vervolgens werd deze in aluminiumfolie ingepakt en in de vaatwasser gedaan, waarna werd deze aangezet. Een uur later was de zalm gaar. |

#### Jongens vs Meiden → Besturen
| Uitdaging                                                                   | Winnaar  | Notities |
| --------------------------------------------------------------------------- | -------- | --- |
| Binnen een minuut zo veel mogelijk spullen uit de grijpautomaat halen.      | Meiden.  | Dico kreeg er niks uit, Ghislaine daarentegen 1 voorwerp: een knuffelkoe.                                                                                              |
| Zo snel mogelijk een parcours afleggen met een op afstand bestuurbare auto. | Jongens. | Op het parcours stonden hindernissen, sommige brandden. Voor elke fout werden 5 strafseconden bijgeteld. De eindtijd van Ghislaine was 4:34, die van Dico 3:15.        |
| Met een vorkheftruck zo snel mogelijk een stapel potten overbrengen.        | Meiden.  | Iedere pot die op de grond viel, leverde 10 strafseconden op. Beiden lieten ze geen potten vallen, maar Ghislaine was met 6:57 tegen 7:40 duidelijk sneller.           |
| Uiteindelijke winnaar.                                                      | Meiden.  | Eindstand: 2-1. Getrokken conclusie: in tegenstelling tot wat de bewering zegt dat mannen beter zijn met apparaten en machines, zijn in dit geval de meiden het beste. |

#### Paraplutest
| Vraag                                                 | Conclusie            | Notities |
| ----------------------------------------------------- | -------------------- | --- |
| Welke paraplu houdt het meeste regen tegen?           | De standaardparaplu. | Voor deze test werden drie soorten paraplu's gebruikt, de kleine paraplu, de standaardparaplu en de stormparaplu. Eerst werden de proefpersonen (Dico en Ghino) gewogen die sponzen vast hadden. Vervolgens moesten ze een ronde fietsen met de paraplu op (met behulp van brandweerslangen werd regen geïmiteerd). Daarna werd diegene opnieuw gewogen en het verschil in gewicht bepaald. De kleine paraplu ging stuk tijdens de test en de stormparaplu hield het minste water tegen. |
| Welke paraplu is bestand tegen de meeste waterkracht? | Zie Notities.        | Ook hier werd een kleine paraplu, een standaardparaplu en een stormparaplu gebruikt. De paraplu's werden vervolgens blootgesteld aan oplopende waterkracht en op het moment dat de paraplu het begaf, werd de test beëindigd. De standaard paraplu brak al gauw aan de staaf, de kleine paraplu en de stormparaplu gingen geen van beide kapot. |
| Welke paraplu is het beste bestand tegen wind?        | De stormparaplu.     | Voor deze test moesten Ghino en Dico plaatsnemen in een cabrio en klapten ze een kleine paraplu en een standaardparaplu uit. Beide paraplu's gingen al gauw kapot. Vervolgens werd de test nog eens gedaan met een stormparaplu en die bleef de hele test heel. |

### Aflevering 4
Uitzenddatum: 3 oktober 2009

#### Heel Veel Plezier Zonder Wc Papier
| Vraag                                    | Conclusie | Notities |
| ---------------------------------------- | --------- | --- |
| Wat is het beste alternatieve wc-papier? | Een krant | Geprobeerd werd: gras, een spons en een krant. Het idee was dat Dico en Ghino 3 keer hun billen moesten afvegen na een toiletbezoek. Dan werd er gekeken naar of de handen nog schoon waren, hoe schoon de billen waren en hoe het aanvoelt. Het gras werkte niet goed, de spons voelde goed aan, maar de krant werkte het beste. |

#### Jongens vs Meiden → Brandweer Man Of Vrouw
| Uitdaging                                                         | Winnaar  | Notities |
| ----------------------------------------------------------------- | -------- | --- |
| Zo snel mogelijk een kat uit de boom halen.                       | Jongens. | Met een hoogwerker van de brandweer moesten Arjan en Ghislaine een boom in om een kat uit de boom te halen. De tijd stopte op het moment dat de ladder weer was ingeklapt en Klaas de kat weer vast had. Arjan won deze test met een ruim tijdsverschil (3:34 tegen 1:47). |
| Zo snel mogelijk een auto openknippen en twee poppen eruit halen. | Jongens. | Aan het begin van deze tweede ronde werd de jongens- en het meidenteam aangevuld met respectievelijk Ghino en Romy. Hoewel het aan het begin vrij close leek, wonnen de jongens deze test ook weer met een ruim tijdsverschil (3:58 tegen 2:04).                           |
| Zo snel mogelijk een brandende auto blussen.                      | Jongens. | Ook deze test werd door de jongens binnengehaald (1:32 tegen 1:19). |
| Uiteindelijke winnaar.                                            | Jongens. | Eindstand: 3-0. Getrokken conclusie: de jongens hebben op alle drie de punten laten zien dat zij de besten zijn bij de brandweer. |

#### Spion
| Vraag | Conclusie                              | Notities |
| --- | -------------------------------------- | --- |
| Briefgeheim: met welke methode kan er zo opvallend mogelijk een brief worden opengemaakt en daarna ook weer worden gesloten? | Droge warmte of bevriezen.             | Voor deze test werden drie soorten methoden getest. De eerste was enkele uren in de diepvries leggen, de tweede was stomen (met behulp van een waterkoker) en de derde was met droge warmte (met behulp van een strijkbout). De waterkoker werkte wel, maar aan de enveloppe was wel duidelijk te zien dat iemand ermee in de weer was geweest. Droge warmte en bevriezen werkten allebei, maar bevriezen duurt aanzienlijk langer. |
| Onopvallend observeren: met welke methode kan men zo onopvallend mogelijk observeren?                                        | Met een mobieltje aan een staaf.       | Ook bij deze tweede test werden 3 methoden gebruikt. De eerste was met een kijker aan een staaf. Vervolgens werd er met behulp van dit object vanaf het balkon in de kamer ernaast gekeken en moest ontdekt worden wat er op de tafel stond. Het duurde even voordat er werd ontdekt dat er een vaas rode rozen op tafel stond en het viel ook op. De tweede methode was met behulp van wc-pijpen met spiegels erin. Dit lukte niet: de trofee die op tafel stond, werd niet gezien. De laatste was met een mobieltje aan een staaf. Het mobieltje werd op de camera-stand gezet en er werd simpelweg gefilmd. Op de tafel stond een paar roze slippers met een pistool erbij. Dit werkte goed. |
| Afluisteren: met welke methode kan men afluisteren                                                                           | Met een mobieltje op de opname-functie | Hier werden twee methoden getest. Eerst met glazen tegen de wand. De glazen werkten net niet goed genoeg. Voor de tweede poging werd een microfoontje van een mobiel onder de deur doorgeschoven. Het kostte wat moeite om het microfoontje onder de deur te krijgen, maar dit werkte wel. |

### Aflevering 5
Uitzenddatum: 10 oktober 2009

#### Vuurtest
| Vraag                                                                 | Conclusie | Notities |
| --------------------------------------------------------------------- | --------- | --- |
| Is het mogelijk om met een vuurboog vuur te maken?                    | Ja        | Het kostte ruim 20 minuten, maar het lukte wel.                                                                                 |
| Is het mogelijk om met vuurstenen en een slagijzer vuur te maken?     | Ja        | Dit lukte al snel. |
| Is het mogelijk om met staalwol en een 9-volt batterij vuur te maken? | Ja        | Binnen een paar seconden ontstond er al vuur. Een vonk van de batterij ontbrandde de staalwol en daarmee werd een vuur gemaakt. |

#### Jongens vs Meiden → Wie is de beste slager
| Uitdaging                           | Winnaar  | Notities |
| ----------------------------------- | -------- | --- |
| Worsten maken.                      | Jongens. | Beiden kregen ze de opdracht om 15 worsten te maken. Volgens een vakslager waren de worsten van Arjan beter. |
| 8 botjes uit een varkensbuik halen. | Meiden.  | Arjan en Ghislaine waren ongeveer tegelijk klaar, maar Ghislaine trok minder vlees mee. |
| Ultieme test.                       | Meiden.  | De ultieme test bestond uit drie opdrachten. Bij de eerste opdracht bestelde Klaas vijf soorten vlees die Arjan en Ghislaine moesten pakken. Daarna moesten ze 500 gram gehakt inschatten en als laatste moesten ze plakjes ham snijden. Alle drie de opdrachten gingen bij de meiden beter. |
| Uiteindelijke winnaar.              | Meiden.  | Eindstand: 2-1. Getrokken conclusie: de meiden kunnen best een goede slager zijn. |

#### Elastiektest
| Vraag                                                               | Notities |
| ------------------------------------------------------------------- | --- |
| Lukt het om met elastiek dingen om te schieten?                     | Eerst werd een normaal elastiek geprobeerd, dit lukte niet. Daarna werd elastiek genomen dat 5 keer zo dik was en toen lukte het wel. |
| Welke voorwerpen kunnen worden weggeschoten met een grote katapult? | De voorwerpen die getest werden, waren een ei, een tennisbal, een meloen, een tuinkabouter, twee tuinkabouters en een watermeloen. De voorwerpen moesten over een net heen worden geschoten. Alleen bij de watermeloen lukte dit niet. |
| Hoe ver kan een elastiek worden uitgerekt?                          | Eerst werd geprobeerd om met twee fietsen het elastiek uit elkaar te trekken. Dit lukte niet. Uiteindelijk werd er een vorkheftruck bij gehaald om het elastiek uit elkaar te trekken. Het elastiek werd aan één kant aan een kolos gehangen en aan de andere kant aan de heftruck en daarna reden ze met de heftruck achteruit. Pas na een behoorlijke afstand knapte het. |
| Hoeveel gewicht kan er aan een elastiek worden gehangen?            | Met het elastiek werd geprobeerd om een caravan van 400 kg op te tillen. Dit ging met gemak, ook toen Klaas er met Ghino en Arjan in ging staan (gewicht ruim 600 kg). |

### Aflevering 6
Uitzenddatum: 17 oktober 2009

#### Draadloos
| Vraag                                                                                | Conclusie | Notities |
| ------------------------------------------------------------------------------------ | --------- | --- |
| Kan de internetverbinding krachtiger worden gemaakt met huis- tuin en keukenspullen? | Ja        | Als eerste kwam een zelfgemaakte schotel met aluminiumfolie. Dit werkte heel goed. Daarna werd een ontvanger gemaakt met een wok, een stok en een USB-ontvanger. Dit leverde maximaal bereik op. Daarna werd een chipskoker gebruikt als een signaalversterker. Er werd een miniantenne in gemaakt en die werd aan een USB-stick gekoppeld. Ook dit werkte goed. |

#### Jongens vs Meiden → Zintuigentest
| Uitdaging                             | Winnaar  | Notities |
| ------------------------------------- | -------- | --- |
| Geuren herkennen.                     | Meiden.  | Er moest geroken worden aan schalen met producten. Het was kattenvoer, haring met uitjes, camembert, patat speciaal en een poepluier. De meiden wonnen met 1 goed antwoord verschil. |
| Smaak herkennen.                      | Meiden.  | Drie gerechten werden in de blender gegooid en werden tot een puree gemalen. Dan moest er geproefd worden wat erin zat. Bij alle drie de gerechten ging dit de meiden beter af.      |
| Op de tast bepalen wat gevoeld wordt. | Jongens. | Ghislaine en Dico moesten proberen op de tast te bepalen wat ze voelden. De producten die klaarlagen, waren mozzarella, gel, modder en maden. Dit ging Dico het beste af.            |
| Uiteindelijke winnaar.                | Meiden.  | Eindstand: 2-1. Getrokken conclusie: de zintuigen van de meiden zijn beter ontwikkeld dan die van de jongens.                                                                        |

#### How to be cool in the swimming pool
| Vraag                                        | Conclusie     | Notities |
| -------------------------------------------- | ------------- | --- |
| Waarmee kan het snelst worden gezwommen?     | Flippers.     | In een 25-meter bad moest er zo snel mogelijk een baan in de schoolslag worden getrokken. Eerst op eigen kracht, als een controletest. Dit duurde 36 seconden. Daarna werden hulpmiddelen gebruikt. Eerst een zwempak, dat leverde een tijd van 31 seconden op. De tweede methode was met flippers, ook dit was met 31 seconden. De derde test was met een vin, die was 46 seconden. De laatste test was op een gemotoriseerd voorwerp. Ook hier was de tijd 31 seconden. Het meest praktisch waren de flippers. |
| Hoe kan er een goed bommetje gemaakt worden? | Zie Notities. | Rens van der Wiel gaf Arjan instructies om een goed bommetje te maken. Uiteindelijk lukte dit niet goed. Met behulp van een stevige man voor extra gewicht kon Arjan uiteindelijk toch een bommetje maken. |

### Aflevering 7
Uitzenddatum: 24 oktober 2009

#### Communicatietest
| Vraag                                                           | Conclusie                           | Notities |
| --------------------------------------------------------------- | ----------------------------------- | --- |
| Kan er gecommuniceerd worden met twee blikjes en een stuk touw? | Langer dan 10 meter is geen optie.  | Hiervoor werden twee conservenblikken genomen. In de bodem werd een gat gemaakt en de twee blikken werden door middel van touw aan elkaar gemaakt en er werd gekeken hoe lang het touw maximaal kan zijn om nog goed te kunnen communiceren. 5 meter was geen probleem, 10 meter lukte ook. Daarna werd 20 meter geprobeerd, maar dat vonden ze niet prettig meer bellen. |
| Kan er gecommuniceerd worden met rooksignalen?                  | Ja, maar het is best gecompliceerd. | Er werd een vuur gestookt en met bladeren en uiteindelijk een rubber band werd rook gemaakt. Er werden twee rooksignalen gestuurd en die kwamen beide goed over. Het werd alleen niet praktisch bevonden. |
| Kan er gecommuniceerd worden met een lamp en morsecode?         | Nee                                 | Met behulp van een bord dat voor een spot werd bewogen werd er geprobeerd boodschappen over te brengen. Een SOS lukte nog, maar de twee berichten daarna werden allebei verkeerd overgebracht. |

#### Jongens vs Meiden → Techneuttest
| Uitdaging                                                                        | Winnaar     | Notities |
| -------------------------------------------------------------------------------- | ----------- | --- |
| Een fiets repareren.                                                             | Onbeslist.  | Er werden twee kapotte fietsen opgehangen. Bij beide fietsen moest de ketting worden vervangen, de binnenband vernieuwd en de fiets moest worden voorzien van licht. Zowel de jongens als de meiden kregen alleen de ketting goed, de binnenband lukte niet en aan het licht zijn ze niet toegekomen.                                                  |
| Een elektrische schakeling maken.                                                | Jongens.    | De bedoeling was om een simpele elektrische schakeling te maken met een stopcontact, een lamp, een schakelaar en snoeren. De meiden slaagden hier niet in. Ze vlochten de snoeren in elkaar en hingen dit op aan de muur. De jongens hadden wel een goed circuit, maar er was ontstond wel kortsluiting. Desondanks werden ze tot winnaar uitgeroepen. |
| De vink uit het Checkpoint logo uit een stuk metaal snijden met een snijbrander. | Gelijkspel. | Om beurten kregen Arjan en Ghino en Ghislaine en Romy een stuk metaal en moesten ze er een V uit snijden. Beiden slaagden ze hierin. Een deskundige gaf als oordeel gelijkspel. |
| Uiteindelijke winnaar.                                                           | Jongens.    | Eindstand: 2-1. Getrokken conclusie: de jongens zijn het meest technisch. |

#### Drijftest
| Vraag                                                            | Conclusie   | Notities |
| ---------------------------------------------------------------- | ----------- | --- |
| Wat kan er het beste gebruikt worden om bij vloed op te drijven? | Een matras. | Deze test werd gedaan met een emmer, een bos ballonnen, een bos badeendjes, sterk opgepompte fietsbanden, een matras, een kast en een badkuip. Eerst werd er een vlot gemaakt met een aantal emmers. Deze dreef wel, maar bleef niet heel. De ballonnen dreven, maar de badeendjes werkten toch beter. De fietsbanden dienden als een goede reddingsboei, maar waren niet comfortabel. Het matras werkte uitstekend. De kast daarentegen sloeg om en de badkuip zonk direct. |

### Aflevering 8
Uitzenddatum: 31 oktober 2009

#### De alternatieve verwarmingstest
| Vraag                                                | Conclusie | Notities |
| ---------------------------------------------------- | --------- | --- |
| Hoe kan men warm blijven met een kapotte verwarming? | Chillen.  | Dico en Ghino werden 10 minuten lang in een koelcel opgesloten en daarna werd een methode geprobeerd. De eerste was gewoon chillen. De temperatuur steeg bij Ghino 0,3 graad, bij Dico 0,6. De tweede methode was een warme trui en muts. Die werkte niet bij Ghino, bij Dico steeg de temperatuur 0,6 graad. Warme chocolademelk was de derde methode, daarbij steeg de temperatuur 0,2 graad bij Ghino en 0,4 bij Dico. Pikant eten gaf bij Ghino een stijging van 0,1 graad, maar bij Dico steeg de temperatuur 1 hele graad. Ghino echter had problemen met het nuttigen van de maaltijd. De laatste methode was bewegen, maar die werkte bij zowel Dico als Ghino niet. Chillen werd gekozen als de beste methode. |

#### Jongens vs Meiden → Pilotentest
| Uitdaging                        | Winnaar  | Notities |
| -------------------------------- | -------- | --- |
| Test over desoriëntatievermogen. | Jongens. | Dico en Ghislaine werden in een apparaat gezet. Dit apparaat ging draaien en ze moesten denken wanneer het apparaat stil zou staan. Bij Dico duurde dit 23 seconden, bij Ghislaine 25.                                                 |
| Vliegen in een simulator.        | Jongens. | Om beurten moesten Dico en Ghislaine landen in een simulator. Ghislaine stortte neer in zee, Dico landde wel, maar naast de landingsbaan in een weiland. Een deskundig persoon vond Dico beter vliegen.                                |
| G-krachten weerstaan.            | Meiden.  | Dico en Ghislaine moesten in een mensencentrifuge plaatsnemen en aangeven wanneer ze aan hun max zaten (was als het groene lampje niet meer werd waargenomen). Dico's grens lag op 3,7 G. Ghislaine zag het lampje echter nog bij 4 G. |
| Uiteindelijke winnaar.           | Jongens. | Eindstand: 2-1. Getrokken conclusie: het klopt dat er geen meiden F-16 piloten zijn. |

#### Jassentest
| Vraag                                                        | Conclusie        | Notities |
| ------------------------------------------------------------ | ---------------- | --- |
| Welke jas is het meest hittebestendig?                       | De leren jas.    | Er werden drie jassen getest, een van katoen, een van nylon en een van leer. Deze werden boven een vuur aan een spit rondgedraaid. De leren jas werkte het beste. De katoenen jas vatte al gauw vlam en de nylon jas schroeide weg. |
| Welke jas is het beste bestand tegen slijtage?               | De katoenen jas. | De jassen werden door een vuilniswagen gehaald en daar met het afval aan stukken gesneden. De katoenen jas was nog het meest intact.                                                                                                |
| Welke jas houdt het het beste vol in extreme omstandigheden? | De nylon jas.    | De jassen werden om beurten tussen twee vrachtwagens gehangen en uit elkaar getrokken. Bij de nylon jas duurde het het langst voor hij scheurde.                                                                                    |

### Aflevering 9
Uitzenddatum: 7 november 2009

#### Glas vs Keramiek test
| Vraag                                              | Conclusie            | Notities |
| -------------------------------------------------- | -------------------- | --- |
| Welke beker kan het beste tegen druk?              | De keramieken beker. | Het glas werd in een werkbank gezet en langzaam in elkaar gedrukt. Hij spatte na een kwart slag direct uit elkaar. De keramieken beker brokkelde in de loop van de test steeds verder uit elkaar. |
| Over welke bekers kan er het beste worden gelopen? | Maakt niet uit.      | Bij zowel de glazen als de keramieken bekers bleef alles heel. |
| Welke beker is het beste bestand tegen vallen?     | De keramieken beker. | Het glas brak bij 20 centimeter, de keramieken beker bij 40. |
| Welke beker is het beste bestand tegen hitte?      | De keramieken beker. | Beide bekers werden met cola gevuld en in een oven gezet. Ondertussen werd er een hete gasvlam bij de bekers gehouden en gekeken hoelang het duurde voordat deze het begaf. De keramieken beker ging na een tijdje lek, het glas ging eerder kapot en was bovendien helemaal verbrijzeld. In de oven waren beide bekers nog heel. |

#### Jongens vs Meiden → Precisietest
| Uitdaging                                      | Winnaar  | Notities |
| ---------------------------------------------- | -------- | --- |
| Dokter Bibber.                                 | Jongens. | Een potje dokter Bibber. Om het moeilijker te maken werden Vincent en Romy op een trillend platform gezet en iedere fout leverde 10 strafseconden op. De uiteindelijke tijd voor Vincent was 4:53 en voor Romy 10:32. |
| Op de randen van een Checkpoint logo schieten. | Jongens. | Romy en Vincent moesten op de randen van een Checkpoint logo schieten, dat op een muur was geschilderd. Van de dertig schoten had Romy er vier raak, Vincent dertien. |
| Champagneglazen uit een draaiende toren halen. | Meiden.  | De bovenste glazen uit de toren waren met champagne gevuld. Op het moment dat er een glas met champagne viel, was het spel afgelopen. Andere kapotte glazen leverden een strafpunt op. Bij Vincent viel de toren na een totaal van 81 glazen om. Romy's poging werd na het succesvol verwijderen van haar 82ste glas gestopt. |
| Uiteindelijke winnaar.                         | Jongens. | Eindstand: 2-1. Getrokken conclusie: overall zijn de jongens erg goed in het precisiewerk. |

#### Mobieltjestest
| Vraag                                                                       | Conclusie | Notities |
| --------------------------------------------------------------------------- | --------- | --- |
| Kan een mobieltje worden opgeladen met een rekenmachine?                    | Nee.      | Dit lukte niet. |
| Kan een mobieltje worden opgeladen met stroom uit aardappelen en citroenen? | Nee.      | Met metaalplaatjes werden 8 aardappels aan elkaar gemaakt. Hiermee werd de telefoon niet opgeladen. Daarna werden ze aan de citroenen gekoppeld. De mobiel werd niet opgeladen, het werkte wel voor een rekenmachine. |
| Kan een mobieltje worden opgeladen met een fietsdynamo?                     | Ja.       | Dit lukte al heel snel. Daarom is deze methode ideaal om een tijdens een fietstocht leeggeraakte telefoon op te laden. Dat kan op deze manier gewoon tijdens het fietsen.                                             |

### Aflevering 10
Uitzenddatum: 14 november 2009

#### Tandenpoetstest
| Vraag                                                            | Conclusie            | Notities |
| ---------------------------------------------------------------- | -------------------- | --- |
| Hoe kun je het beste je tanden poetsen zonder tandenborstel?     | Met een schuurspons. | Eerst moesten Vincent en Arjan eten om de tanden te besmeuren. Geteste methoden waren: de afwasborstel, het schuursponsje, plakband en de kruimeldief. De spons deed het het beste.                                               |
| Hoe kun je het beste je tanden poetsen zonder tandpasta?         | Zie Notities.        | Vincent en Arjan kregen weer te eten en daarna werd deze test gedaan. De methoden waren zout en gemalen kruiden. De tanden die met de kruiden werden gepoetst, werden beduidend schoner bevonden, bij het zout zat het er nog op. |
| Kan er zelf tandpasta worden gemaakt met een recept op internet? | Zie Notities.        | Nadat Vincent en Arjan weer gegeten hadden, maakten ze eigen tandpasta en ze poetsten ermee. Ze vonden dat de tandpasta 'iets vloeibaarder' had gemogen. De tanden werden er wel schoner van.                                     |

#### Jongens vs Meiden → Muzikaliteitstest
| Discipline                        | Winnaar  | Notities |
| --------------------------------- | -------- | --- |
| Instrumentherkenning.             | Meiden.  | Het nummer Tulpen uit Amsterdam werd met acht muziekinstrumenten gespeeld door een fanfareorkest. Om beurten moesten Romy en Vincent herkennen welke instrumenten dit nummer speelden. Romy won met 2 goede tegen 1.  |
| Muzikaal onderscheidend vermogen. | Jongens. | Het fanfareorkest speelde drie nummers door elkaar: In Holland staat een huis, Heb je even voor mij en het Wilhelmus. Vincent deed dit het beste met 2 van de 3 goede antwoorden; Romy had één antwoord goed.         |
| Ritmegevoel.                      | Meiden.  | Met behulp van een trommel werd het ritmevermogen getest. Er werd een stuk gedrumd en deze moest zo goed mogelijk worden nagespeeld door Vincent en Romy. Romy deed dit beter.                                        |
| Een blaasinstrument bespelen.     | Meiden.  | Romy en Vincent kregen de opdracht om toonladders te spelen op een trompet na een oefening van 15 minuten. Uiteindelijk vond een jury dat Romy de 'mooiste toon' uit het instrument kreeg en ook de 'mooiste aanzet'. |
| Uiteindelijke winnaar.            | Meiden.  | Eindstand: 3-1. Getrokken conclusie: de meiden zijn het meest muzikaal. |

#### De spuitbustest
| Vraag/onderwerp                                           | Notities |
| --------------------------------------------------------- | --- |
| Spuiten in vuur.                                          | Arjan en Ghislaine kregen een spuitbus en spoten over een gasvlam heen. Er ontstond een grote steekvlam. Bij een tweede deeltest ontbrandde de steekvlam een testpop. |
| Waarom mag er niet in een spuitbus geboord worden?        | Op afstand werd er een in een vastgemaakte spuitbus een gat geboord. De spuitbus liet het gas los. Maar omdat de spuitbus vast zat, kwam hij niet van zijn plaats. Daarom werden bij de volgende deeltest spuitbussen geschoten met een luchtbuks terwijl ze los stonden. De bussen schoten weg. Als laatste werden spuitbussen beschoten met vuur erbij. Beide bussen ontploften direct. |
| Waarom mag een spuitbus niet in open vuur gegooid worden? | Een brandweerman legde de spuitbus in een vlam. Even later ontplofte hij. Het team wilde nog iets 'nuttigs' doen met de explosie. Daarom lieten ze er een bus rode verf in zetten. Toen deze ontplofte, verscheen er een rode vlek op de container achter de vlam. |

### Aflevering 11
Uitzenddatum: 21 november 2009

#### De fruittest
| Vraag                                       | Conclusie                       | Notities |
| ------------------------------------------- | ------------------------------- | --- |
| Welk fruit kan het beste tegen een stootje? | Zie Notities                    | Vruchten werden met boeken in een tas gedaan en vervolgens werd er een potje gelummeld met de tas als bal. Bijna alle vruchten werden geplet. Alleen de mandarijn bleef heel. |
| Hoe kan fruit het best beschermd worden?    | In een ballon of een tennisbal. | Mandarijnen werden in een tennisbal gedaan, een banaan in een spalk en een tweede in een toiletrol en druiven in een ballon. Vervolgens werd er een potje basketbal gedaan met de tas als bal. Al het fruit was geplet, maar als er wat minder extreem wordt gedaan, zou het fruit in de ballon of de tennisbal nog te eten kunnen zijn. |
| Hoe kan er een eigen pers worden gemaakt?   | Met een werkbalk.               | Een net met vruchten werd geplet tussen een werkbalk. Dit werkte. Resultaat was een goed drinkbare fruitsap. |

#### Jongens vs Meiden → De geheugentest
| Uitdaging                                              | Winnaar | Notities |
| ------------------------------------------------------ | ------- | --- |
| Boodschappen doen zonder boodschappenlijst.            | Meiden  | De jongens en de meiden kregen een reeks boodschappen twee keer te horen en moesten uit hun hoofd zo veel mogelijk meenemen. Toen de teams al in de winkel waren, belde Klaas ze op voor nog wat extra boodschappen. De jongens hadden acht goede producten en geen foute, de meiden hadden twaalf producten en 1 foute. |
| Een compositietekening laten maken van een winkeldief. | Meiden  | De teams waren getuige van een winkelroof en zijn naar een compositietekenaar gegaan om er een tekening van te laten maken. Dit lukte het beste bij de meiden. |
| Vier identieke paspoppen kiezen.                       | Jongens | Er stonden vier paspoppen die de teams moesten onthouden. Vervolgens moesten ze een zaal in om vier identieke eruit te halen. De meiden hadden er 2 goed, de jongens 3. |
| Uiteindelijke winnaar.                                 | Meiden. | Eindstand: 2-1. Getrokken conclusie: over het algemeen hebben de meiden het beste geheugen. |

#### De geluidstest
| Vraag                                      | Conclusie | Notities |
| ------------------------------------------ | --------- | --- |
| Kunnen geluidsgolven dingen laten bewegen? | Ja.       | Dit lukte met water en schelpenzand. Vervolgens werd er popcorn aangebracht op speakers van een auto. De popcorn vloog in het rond. |
| Kan geluid dingen kapotmaken?              | Ja.       | Geprobeerd werd om een glas kapot te zingen. Arjan en Vincent kregen dit niet voor elkaar. Een operazangeres slaagde hier ook niet in, zelfs niet met een microfoon. Vervolgens werd er een geluidstoon van 620 hertz geproduceerd die het glas brak. |
| Kan een stereo een ruit laten breken?      | Nee.      | Een stereo werd voor een raam gezet. De ruit brak niet. Ook met een autoradio lukte dit niet. |

### Aflevering 12
Uitzenddatum: 28 november 2009

#### Alternatieve afwastest
| Vraag                                                     | Notities |
| --------------------------------------------------------- | --- |
| Kan er worden afgewassen met iets anders dan afwasmiddel? | Ghino en Vincent hadden 30 seconden om met tandpasta en gel een bord af te wassen. Beide borden waren schoon, maar door de geur en de smaak werd besloten dat beide artikelen geen goede alternatieven zijn. De tweede test was met citroenen. Na de afwas werd er spaghetti op gegeten en de vraag was of er citroen te proeven was. Dit was niet het geval. De derde test was met cola en dat lukte ook. |

#### De blondjes vs de brunettes
| Vooroordeel                                                       | Status       | Notities |
| ----------------------------------------------------------------- | ------------ | --- |
| Blondjes zijn dom.                                                | Bekrachtigd. | In deze test werd gekeken of blondjes dom zijn. Romy en Ghislaine kregen een quiz en hier zaten valkuilen in, bijvoorbeeld dat de vraag niet klopt of bij meerkeuzevragen de antwoordmogelijkheden niet. Ghislaine had 4 fouten, Romy 8. |
| Blondjes hebben geen technisch inzicht.                           | Ontkracht.   | In deze test moest blijken of blondjes technisch zijn. Winnaar was degene die als eerste een liedje kon laten horen uit de karaokeset. Romy was hier als eerste mee klaar.                                                               |
| Blondjes krijgen alles voor elkaar als ze met hun haren wapperen. | Ontkracht.   | Voor deze opdracht moesten Ghislaine en Romy een kapotte paraplu inruilen voor iets zo kostbaars mogelijk. Romy kwam uiteindelijk terug met een jasje t.w.v. 12 euro, Ghislaine met een aantal spullen t.w.v. 18,95.                     |

#### De droogtest
Bij deze test is gekeken naar wat de beste manier is om een shirt droog te krijgen. De methoden werden in drie categorieën verdeeld.
| Categorie                    | Werkende methode(n) | Notities |
| ---------------------------- | ------------------- | --- |
| Het betere sla- en trekwerk. | Zaagsel.            | Aan het begin werden twee natte shirts in twee bakken met houtzaagsel of rijst gelegd om ze 5 minuten te laten drogen. Ondertussen werden andere methoden geprobeerd. Gestart werd met de deegroller en de mattenklopper. De deegklopper werkte niet. De mattenklopper deed het redelijk, maar het shirt werd uitgerekt en derhalve te groot. De slacentrifuge was de volgende methode, maar die ging kapot. Hierna werd gekeken naar het zaagsel en het rijst. Hier werkte het zaagsel beter. Aan de kijkers werd aangeraden zaagsel te gebruiken, dit plakte niet en werd redelijk droog. |
| Warmtebronnen.               | Magnetron.          | De oven en de magnetron waren de eerste methoden die gebruikt werden. De oven werkte niet, maar de magnetron werkte wel goed. De andere methoden waren wokken en op het warme motorblok van een auto leggen. Het motorblok werkte niet en het shirt dat gewokt werd, raakte zelfs beschadigd. |
| Windkracht.                  | Windmolen.          | Aan het begin werd een shirt aan een ventilator gehangen terwijl er werd gekeken naar de mogelijkheid om een shirt met een bladblazer te drogen. Dit lukte niet. De ventilator werd hierna bekeken en dit werkte ook niet. Ten slotte werd een nat shirt drie minuten lang aan een wiek van een draaiende windmolen opgehangen. Dit scheelde wel en met zon erbij zou het shirt zo droog zijn. |

### Aflevering 13
Uitzenddatum: 26 december 2009
In deze special werd een compilatie vertoond van de beste fragmenten uit het tweede seizoen. Dit waren: de zintuigentest, de het alternatieve wc-papier, de geheugentest, de pilotentest, de precisietest, koken met apparaten, de alternatieve fietsverlichting en de spuitbustest. Ook werd een test getoond die achteraf nooit is verwerkt in de andere twaalf afleveringen.

#### EHBP
| Vraag | Conclusie | Notities |
| --- | --------- | --- |
| Wat is de beste manier om je schoenen schoon te maken als je tijdens het voetballen in de poep bent gestapt? | Water.    | Getest werd: een bosje takken, een stoeprandje, water en gras. Eerst werden de schoenen vuil gemaakt door te spelen op een voetbalveld. Het water bleek het beste, dan het gras, dan de stoep en dan het stokje. |

## Kijkcijfers zaterdagafleveringen
| Datum             | Aantal kijkers | Marktaandeel |
| ----------------- | -------------- | ------------ |
| 12 september 2009 | 76.000         | 10,1%        |
| 19 september 2009 | 175.000        | 18,9%        |
| 26 september 2009 | 70.000         | 8,0%         |
| 3 oktober 2009    | 136.000        | 13,5%        |
| 10 oktober 2009   | 148.000        | 14,1%        |
| 17 oktober 2009   | 123.000        | 12,8%        |
| 24 oktober 2009   | 161.000        | 16,2%        |
| 31 oktober 2009   | 114.000        | 11,6%        |
| 7 november 2009   | onbekend       | onbekend     |
| 14 november 2009  | 107.000        | 10,4%        |
| 21 november 2009  | 75.000         | 8,7%         |
| 28 november 2009  | 149.000        | 14,0%        |
| 26 december 2009  | onbekend       | onbekend     |